# 蔚山中部警察署
蔚山中部警察署（ウルサンジュンブけいさつしょ）は、蔚山地方警察庁所管の警察署である。

## 管轄区域
- 中区
- 北区（楊亭洞、塩浦洞、江東洞を除く）

## 沿革
- 1945年10月21日 - 蔚山警察署として開署
- 1979年10月26日 - 蔚山南部警察署開署に伴い一部支署を移管
- 1991年12月3日 - 蔚山東部警察署開署に伴い一部支署を移管
- 1992年10月17日 - 蔚山中部警察署に改称
- 1993年10月31日 - 現在の庁舎に移転
- 1997年7月2日 - 慶南地方警察庁の所属から蔚山地方警察庁の所属になる
- 2001年12月27日 - 蔚山西部警察署（現：蔚山蔚州警察署）開署に伴い一部派出所を移管

## 組織
- 警務課
- 生活安全課
- 捜査課
- 刑事課
- 警備交通課
- 情報保安課

## 管轄地区隊
中区
- 兵営地区隊
- 太和地区隊
- 鶴城地区隊

## 管轄派出所
中区
- 伴鴎派出所
- 聖安派出所

北区
- 華峰派出所
- 農所1派出所
- 農所2派出所